# David Amsalem
Dudi Amsalem (hébreu : דָּוִד "דּוּדִי" אַמְסָלֶם), né le 11 août 1960 à Jérusalem, est un homme politique israélien, député à la Knesset et membre du parti Likoud.
Ministre de la Coopération régionale au sein du gouvernement Netanyahou, il compte parmi les ministres opposés à l'accord de cessez-le-feu entre Israël et la bande de Gaza.